# Manuel Weber
Pour les articles homonymes, voir Weber.
Manuel Weber est un footballeur international autrichien, né le 28 août 1985 à Villach. Il évolue au poste de milieu de terrain.

## Biographie
Manuel Weber reçoit une seule sélection en équipe d'Autriche, le 7 juin 2011, en amical contre la Lettonie. Il entre en jeu en toute fin de match, en remplacement de Zlatko Junuzović. L'Autriche s'impose 3-1.
Avec le club du Sturm Graz, il participe à la phase de groupe de la Ligue Europa, lors des saisons 2009-2010 et 2011-2012, pour un total de dix matchs joués.
Il joue un total de 244 matchs en première division autrichienne, inscrivant 15 buts.

## Palmarès
- Sturm Graz
  - Vainqueur de la Coupe d'Autriche en 2010
  - Champion de Bundesliga en 2011

## Statistiques
| Saison    | Club            | Pays       | Championnat        | Coupes nationales | Coupes d'Europe   | Autriche |
| --------- | --------------- | ---------- | ------------------ | ----------------- | ----------------- | -------- |
| 2003-2004 | FC Kärnten      | Bundesliga | 8 matchs           | -                 | -                 | -        |
| 2004-2005 | FC Kärnten      | Erste Liga | 21 matchs / 1 but  | -                 | -                 | -        |
| 2005-2006 | FC Kärnten      | Erste Liga | 21 matchs / 3 buts | -                 | -                 | -        |
| 2006-2007 | FC Kärnten      | Erste Liga | 23 matchs / 3 buts | -                 | -                 | -        |
| 2007-2008 | Austria Kärnten | Bundesliga | 31 matchs / 1 but  | -                 | -                 | -        |
| 2008-2009 | Austria Kärnten | Bundesliga | 33 matchs / 3 buts | -                 | -                 | -        |
| 2009-2010 | Sturm Graz      | Bundesliga | 29 matchs / 2 buts | 6 matchs          | 11 matchs / 1 but | -        |
| 2010-2011 | Sturm Graz      | Bundesliga | 34 matchs / 2 buts | 4 matchs          | 4 matchs          | -        |
| 2011-2012 | Sturm Graz      | Bundesliga | 31 matchs / 2 buts | 3 matchs          | 11 matchs / 1 but | 1 match  |
| 2012-2013 | Sturm Graz      | Bundesliga | 24 matchs / 1 but  | 1 match / 1 but   | -                 | -        |
| 2013-2014 | Sturm Graz      | Bundesliga | 24 matchs / 2 buts | 3 matchs          | 1 match           | -        |
| 2014-2015 | Wolfsberger AC  | Bundesliga | 26 matchs / 2 buts | 2 matchs          | -                 | -        |
| 2015-2016 | Wolfsberger AC  | Bundesliga | 7 matchs           | 1 match           | 3 matchs          | -        |

Dernière mise à jour le 30 juin 2016